# Terremoto de Tarapacá de 1987
El terremoto de Tarapacá de 1987, también llamado terremoto de Arica de 1987, fue un sismo registrado el 8 de agosto de ese año a las 15:48 (UTC-4) (11:48 AM, hora local) con una magnitud de 7,2 grados en la escala de Richter. Tuvo una intensidad máxima de VII a VIII en la escala de Mercalli. Fue percibido entre Moquegua, Perú, y La Serena-Coquimbo, Chile.
Se trató de un fenómeno «intraplaca», es decir, no produjo un rompimiento en el borde convergente ni desató alarmas de tsunami.
Este terremoto dejó sueltas algunas edificaciones y partes del Morro de Arica, que colapsaron posteriormente con el terremoto de 2005, ocurrido cerca de este lugar. El sismo dejó un saldo de 3 personas fallecidas, 44 heridas y 923 damnificados.